# 小伊焦什
小伊焦什是塞爾維亞的城鎮，位於該國北部，由北巴奇卡州負責管轄，面積175平方公里，海拔高度88米，2011年人口11,926，人口密度每平方公里68人。